# Căușeni
Căușeni is een gemeente - met stadstitel - en de hoofdplaats van de Moldavische bestuurlijke eenheid (unitate administrativ-teritorială) Căușeni.
De gemeente telt 19.900 inwoners (2012).